# Wojciech Piotrowicz (poeta)
Wojciech Piotrowicz pseud. Wojciech Radłowski (lit. Vojciech Piotrovič; ur. 18 czerwca 1940 w zaścianku Obiejucie w rejonie święciańskim) – wileński poeta i działacz kulturalny, pracujący także jako dziennikarz i tłumacz.

## Życiorys
W 1960 roku ukończył Wydział Matematyczno-Fizyczny Instytutu Nauczycielskiego w Nowej Wilejce, następnie podjął studia na takimże wydziale Uniwersytetu Wileńskiego. Początkowo pracował w wyuczonym zawodzie, najpierw w Ośrodku Obliczeniowym w Wilnie (1966–1968), następnie jako inżynier i kierownik działu w Ośrodku Obliczeniowym Centralnego Urzędu Statystycznego Litewskiej SRR. W latach osiemdziesiątych XX w. zmienił  profil zawodowy i rozpoczął pracę jako dziennikarz w polskojęzycznym dzienniku „Czerwony Sztandar” (1981–1983), gdzie pisywał między innymi pod pseudonimem Wojciech Radłowski, następnie w latach 1983–1991 był redaktorem audycji Radia Litewskiego w języku polskim, zaś w latach 1991–2000 podobnych audycji w Telewizji Litewskiej.
Oprócz działalności dziennikarskiej Wojciech Piotrowicz ma znaczący wkład w rozwój polskiego życia kulturalnego na Litwie po II wojnie światowej. W latach 1964–1979 śpiewał w Polskim Ludowym Zespole Pieśni i Tańca "Wilia". Dla tego zespołu pisał także teksty piosenek i opracowywał programy występów. Współpracował także z polskim teatrem amatorskim (Polski Zespół Teatralny przy Pałacu Kultury Kolejarzy) założonym przez Aleksandra Czernisa i Jerzego Ordę. Jako poeta debiutował w 1960 roku. Jest jednym z autorów pierwszej, napisanej i wydrukowanej polskiej książki (wcześniej wydawano jedynie tłumaczenia i dzieła polskich klasyków) na Litwie po II wojnie światowej, jaką była antologia poezji Sponad Wilii cichych fal. Od wielu lat jest także tłumaczem z języka litewskiego, ukraińskiego i białoruskiego.
W 1978 roku zaprojektował nagrobek Jerzego Ordy na cmentarzu na Rossie w Wilnie. W 1990 wykonał projekt pomnika-krzyża Polakom Zesłańcom 1939–1956 umieszczony obok kościoła w Kalwarii Wileńskiej.
Był członkiem grupy inicjatywnej, która 5 maja 1988 powołała Stowarzyszenie Społeczno-Kulturalne Polaków na Litwie, pierwszą organizację broniąca praw polskiej mniejszości na Litwie". Po przekształceniu stowarzyszenia w Związek Polaków na Litwie nadal był aktywnym działaczem tej organizacji.
Od 1981 roku jest także członkiem Zarządu Związku Zawodowego Pracowników Kultury Litwy.
Żonaty z Danutą Piotrowicz, mają dwóch synów i dwoje wnuków.

## Publikacje[6]
- Wojciech Piotrowicz, Nec mergitur, Warszawa 1992
- Wojciech Piotrowicz, Nad zgiełk, Warszawa 1995
- Pamięć. Wiersze poetów litewskich, przełożył Wojciech Piotrowicz, Warszawa 1995
- Wojciech Piotrowicz, Podzwonne sośnie, Zielona Góra 1998
- Jerzy Orda, wilnianin z wyboru, praca zbiorowa pod redakcją Wojciecha Piotrowicza, Warszawa 1999
- Wojciech Piotrowicz, W głąb i z bliska, Krosno 2005

## Nagrody
- Nagroda Literacka im. Barbary Sadowskiej (1990)
- nagroda Polcul Foundation (1997)
- Nagroda Literacka im. Witolda Hulewicza (1997 i 1999)
- Odznaka honorowa „Zasłużony dla Kultury Polskiej” (2006)